# Eighth Blackbird
Eighth Blackbird (eigene Schreibweise eighth blackbird) ist ein sechsköpfiges US-amerikanisches Klassikensemble aus Chicago. Sie sind dreifacher Grammy-Preisträger.

## Karriere
Der Name des Ensembles ist eine Anspielung auf den achten Vers des Gedichts Thirteen Ways of Looking at a Blackbird von Wallace Stevens. Gegründet wurde Eighth Blackbird 1996 von Musikstudenten aus dem College heraus. Zweimal mussten sie seitdem umbesetzt werden. Sie sind Ensemble in Residence unter anderem der Universitäten von Chicago und von Richmond.
Das Ensemble spielt zeitgenössische Klassik und Avantgarde, die teilweise von Komponisten wie Jennifer Higdon oder Steve Reich speziell für sie geschrieben wurden. 2008 wurden sie erstmals mit einem Grammy für die beste Kammermusikdarbietung für Strange Imaginary Animals ausgezeichnet. Zwei weitere Auszeichnungen mit dem wichtigsten US-amerikanischen Musikpreis erfolgten 2012 und 2013.

## Mitglieder
- Matthew Duvall, Perkussion
- Lisa Kaplan, Klavier
- Michael J. Maccaferri, Klarinette
- Tim Munro, Flöte (seit 2006)
- Yvonne Lam, Violine/Viola (seit 2011)[2]
- Nicholas Photinos, Cello

ehemalige Mitglieder
- Matt Albert (bis 2011)
- Molly Alicia Barth (bis 2006)

## Diskografie
- Round Nut Tool (1999)
- Thirteen Ways (2003)
- Beginnings (2004)
- Fred (2005)
- Paul Moravec: The Time Gallery / Protean Fantasy / Ariel Fantasy (2006)
- Strange Imaginary Animals (2006, Grammy)
- Steve Reich: Double Sextet / 2x5 (2010)
- Jennifer Higdon: On a Wire (2011)
- Lonely Motel: Music from Slide (2011, Grammy)
- Benjamin Broening: Trembling Air (2012)
- Meanwhile (2012, Grammy)